# Fontana (futebolista)
José de Anchieta Fontana (Santa Teresa, 31 de dezembro de 1940 — Santa Teresa, 9 de setembro de 1980) foi um futebolista brasileiro que atuou como zagueiro.

## Carreira
Iniciou sua carreira no Vitória Futebol Clube em 1958, mas onde foi campeão capixaba de 1959 e 1962 foi no maior rival, o Rio Branco Atlético Clube.
Já no Vasco da Gama formou dupla defensiva com Brito. Em 1969, quando deixou o Vasco para defender o Cruzeiro, a dupla foi desfeita, mas não por muito tempo. Em 1970, Brito foi contratado pelo Cruzeiro e os dois voltaram a jogar juntos. No mesmo ano, ambos foram convocados para a disputa da Copa do Mundo de 1970, sagrando-se campeões do mundo pelo Brasil.
Encerrou a carreira em 1972. Oito anos mais tarde, durante uma partida de futebol entre amigos, Fontana sofreu um ataque cardíaco e morreu, aos 39 anos. José Fontana, o primeiro capixaba a participar e único a ganhar uma Copa do Mundo, em 1970. O atleta, era de Santa Teresa, mas tinha o desejo de ser enterrado com os avós em Santa Leopoldina.

## Títulos
Rio Branco
- Campeonato Capixaba: 1959, 1962

Vasco da Gama
- Taça Guanabara: 1965
- Torneio Rio-São Paulo: 1966
- Taça Cidade de Belém: 1964
- Troféu Quarto Centenário da Cidade do Rio de Janeiro: 1965
- Torneio Internacional de Santiago: 1963
- Torneio Pentagonal do México: 1963
- Troféu Cinquentenário da Federação Pernambucana: 1965
- Troféu Estadual Rivadavia Corrêa Meyer: 1967

Cruzeiro
- Campeonato Mineiro de Futebol de 1969-Divisão Extra
- Torneio Internacional de Caracas: 1970
- Campeonato Mineiro: 1972

Seleção Brasileira
- Copa do Mundo: 1970